# Resolució 1318 del Consell de Seguretat de les Nacions Unides
La Resolució 1318 del Consell de Seguretat de les Nacions Unides fou adoptada per unanimitat el 7 de setembre de 2000. Després de celebrar una reunió de líders mundials en ocasió de la Cimera del Mil·lenni, el Consell va aprovar la Declaració del Mil·lenni de les Nacions Unides per garantir un paper eficaç per al Consell de Seguretat en el manteniment de la pau i la seguretat internacionals, especialment a Àfrica.

## Resolució
El Consell de Seguretat va adoptar la següent declaració, dividida en vuit capítols.

### I
El Consell de Seguretat es va comprometre amb els principis de la Carta de les Nacions Unides; la igualtat, la sobirania, la integritat territorial i la independència de totes les nacions; respecte pels drets humans; i va confirmar la no-utilització o amenaça de força en les relacions internacionals.

### II
El Consell es va comprometre a participar en totes les etapes del conflicte, des de la prevenció fins al manteniment de la pau. Totes les regions tindrien la mateixa prioritat, però es prestaria especial atenció a l'Àfrica.

### III
Va encoratjar fortament les estratègies per determinar les causes fonamentals dels conflictes. Les operacions de manteniment de la pau es veuran reforçades amb mandats amb personal segur, ben entrenat i equipat i consultes amb països que aportin contingents. Calia millorar la capacitat de les forces de manteniment de la pau i millorar el finançament.

### IV
Es considerarà l'informe del Panell sobre les operacions de pau de les Nacions Unides.

### V
Era crucial que els excombatents fossin desarmats, desmobilitzats i reintegrats, i que aquests programes s'haurien d'incloure en els mandats de les operacions de manteniment de la pau.

### VI
El Consell demana l'adopció d'accions internacionals contra el tràfic d'armes il·lícites i els autors de crims contra la humanitat, el genocidi i el crim de guerra. A més, era important que els pacificadors se sensibilitzessin contra el VIH/SIDA en totes les operacions.

### VII
Calia enfortir els contactes amb organitzacions regionals i internacionals d'acord amb el Capítol VIII de la Carta de les Nacions Unides. En el cas d'Àfrica, es va subratllar la continuació de la cooperació i la coordinació entre les Nacions Unides i l'Organització de la Unitat Africana per abordar els conflictes.

### VIII
En última instància, la responsabilitat de resoldre els conflictes era amb les pròpies parts. Les operacions de manteniment de la pau dissenyades per implementar acords de pau només tindrien èxit si hi haguésavia un compromís genuí de les parts interessades. Finalment, el Consell va convidar a tots els estats a assegurar un món lliure de guerra.